# Anthophora raddei
Anthophora raddei är en biart som beskrevs av Morawitz 1876. Anthophora raddei ingår i släktet pälsbin, och familjen långtungebin. Inga underarter finns listade i Catalogue of Life.